# 시네마테크 부산
시네마테크 부산 (Cinematheque Busan)은 1999년 부산광역시가 건립하고 부산국제영화제 조직위원회가 위탁 운영했던 기관이다.  2011년 10월부터는 재단법인 영화의전당으로 편입되어 3개의 영화상영관(중극장,소극장,시네마테크관) 중 하나로 운영되고 있다. 수영만 요트경기장에 위치했던 시네마테크부산은 국내 시네마테크로선 유일한 전용상영관이었으나, 이제는 시네마테크 전용관이라고 하기는 어렵다. 재단법인 영화의전당에서 운영하고 있다. 수영만 요트경기장에 위치했던 시네마테크부산은 1개의 상영관과 영화전문자료실, 강의실로 이루어져 있었다.  고전영화, 예술영화, 독립영화가 연중 상영되었으며, 수많은 영상 및 관련 도서 자료를 상시로 접할 수 있다. 관객과의 대화를 위해 감독과 배우를 비롯한 많은 영화인들이 방문해 관객과 진지한 대화를 나누기도 했다. 2007년부터는 부산아시아필름아카이브를 설립하여 시네마테크 본연의 가치를 추구하였다.  2011년 10월, 수영만 요트경기장에서 영화의전당으로 이전했다.

## 주요 기능
수준 높은 예술영화의 지속적 상영
- 고전영화, 예술영화, 독립영화 기획전 연중 상영

부산아시아필름아카이브
- 2007년 설립, 부산 지역과 아시아 영화들의 필름  수집,보존,상영 등 활동

한국 고전영화 / 독립영화 VOD 관람 시스템
- 한국영상자료원 분원 설립을 통해 2600여 편의 한국고전•독립영화 VOD 시스템 완비

영화 관련 교육 프로그램의 활성화
- 영화 관련 실습/교양 강좌 개설

영화 관련자료 수집/보관/열람
- 비프힐 2층에 위치한 영화전문자료실
- 역대 부산국제영화제 상영작 열람(1회~24회/한글자막 제공/자료실 열람 동의작만 열람 가능)
- DVD,Blu-Ray,영화관련서적,논문,국내외 정기간행물 등

방문 상영 프로그램 활성화
- 찾아가는 시네마테크 활동을 통해 문화 소외 지역에 영상문화 체험 기회 제공

## 시설
고전 영화 또는 예술 영화를 상영 할 수 있는 시사실과 영화자료실이 있으며, 2008년 1월 개원한 한국영상자료원 부산분원이 있다.
다양한 교육프로그램을 운영 할 수 있는 세미나실과 편집실, 각종 기자재를 보관 할 수 있는 기자재실이 있다.
- 규모 : 212석, 스크린 11.7m X 7.1m, 7.1채널의 음향시설, 3D 영상 가능

## 부설기관
부산아시아필름아카이브

시네마테크부산은 2007년 10월 부산광역시의 지원을 바탕으로 부산아시아필름아카이브를 설립하였다. 부산아시아필름아카이브는 2018년 FIAF(International Federation of Film Archives/국제영상자료원연맹) 준회원이 되었다.  
- 위치 : 영화의전당 내
- 행사: 필름아카이브 특별전, 장철 회고전, 마스무라 야스조 회고전, 나루세 미키오 특별전 등 개최

한국영상자료원 부산분원

-시네마테크부산은 2008년 1월 한국영상자료원 본원과 협약을 맺고 한국영상자료원 부산분원을 개원하였다. 분원 설립으로 서울의 본원에서만 가능했던 1400여 편의 한국 고전영화와 1,200여 편의 한국 독립영화의 VOD를 통한 상시 관람이 가능해졌다. 매달 첫째, 둘째 월요일마다 영화사랑방 - 한국 고전영화 상영회를 개최하고 있다.
- 위치 : 영화의전당 영화전문자료실 내
- 제공 서비스 : 한국고전영화 VOD 1,400편, 한국독립영화 1,200편, 시나리오 1만여건
- 스틸/포스터 이미지 15만건, 기사/평론 3만5천건
- 행사  : 영화사랑방 - 한국 고전 영화 정기상영회(매월 2회) 개최

## 이용 시간
- 시네마테크,중극장,소극장 : 연중무휴 상영 (단, 부산국제영화제 기간은 부산국제영화제 진행)
- 영화전문자료실 및 한국영상자료원 부산분원 : 오전 9시 ~ 오후 6시 (매주 월요일 휴관)

## 교통
- 주소: 부산광역시 해운대구 수영강변대로 120 (우612-020)
- 부산 도시철도 2호선 센텀시티역 6번, 12번 출구에서 도보 5분 거리

## 같이 보기
- 한국 영상 자료원
- 시네마테크